# Thylane Blondeau
Thylane Léna-Rose Loubry Blondeau (* 5. April 2001 in Aix-en-Provence) ist ein französisches Model und Schauspielerin. Blondeau wurde schon in jungen Jahren zum Modeln gebracht und wurde 2007 als „schönstes Mädchen der Welt“ bezeichnet. Sie hat für viele Designer gemodelt, darunter Dolce & Gabbana, L’Oréal und Versace.

## Leben
Thylane Blondeau wurde am 5. April 2001 in Aix-en-Provence, Frankreich, geboren. Sie ist die Tochter des Fußballspielers Patrick Blondeau und der Schauspielerin und Fernsehmoderatorin Véronika Loubry. Sie hat außerdem einen jüngeren Bruder.

## Karriere

### Modelkarriere
Blondeau begann im Alter von 4 Jahren mit dem Modeln und wurde von ihren Eltern für den französischen Designer Jean Paul Gaultier und später für berühmte Designer wie Dolce & Gabbana, Babylos und L’Oréal auf den Laufsteg geschickt. Mit sieben Jahren hatte sie ihr erstes Fotoshooting mit Dani Brubaker.
Als sie 10 Jahre alt war, gab es eine Kontroverse über die Sexualisierung von Kindern in Werbung und Medien, als sie für Vogue Enfants in Erwachsenenkleidung gesteckt und ihr Make-up aufgetragen wurde.
2015 unterschrieben ihre Eltern einen Vertrag bei IMG Models. 2017 wurde sie Markenbotschafterin für L’Oréal Paris. Sie spielte zusammen mit Zendaya, Lucky Blue Smith und Presley Gerber in der tausendjährigen Frühjahr/Sommer-Kampagne 2017 von Dolce & Gabbana.
2018 gründete sie ihre eigene Bekleidungsmarke Heaven May.
Im Dezember 2018 belegte Thylane Blondeau den ersten Platz in der jährlichen „Unabhängigen Kritik-Liste der 100 schönsten Gesichter des Jahres“. Es war ihr fünfter Auftritt in Folge auf der prestigeträchtigen globalen Liste, auf der sie 2014 den 84., 2015 den 28., 2016 den 5., 2017 den 2. und 2019 den 4. Platz erreichte.

### Schauspielkarriere
Blondeau gab ihr Schauspieldebüt in der Rolle der Gabrielle in dem Film Sebastian und die Feuerretter (2015).